# Siv

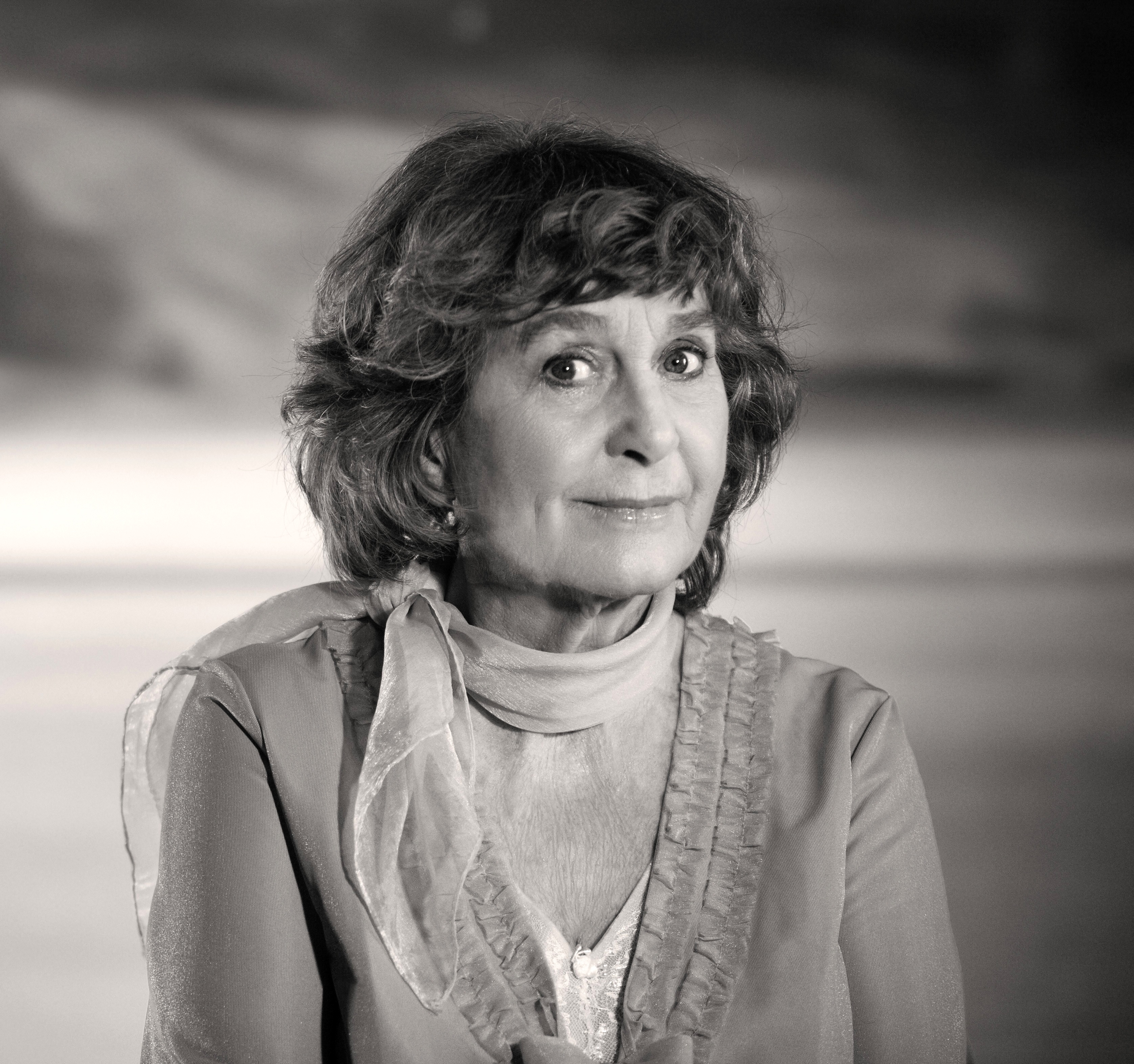
Siw Malmkvist, 2011.

Kvinnonamnet Siv, Siw eller Sif är ett nordiskt namn. Asaguden Tors maka hette Siv, och den ursprungliga betydelsen är brud eller hustru. Även stavningen Sif förekommer, men är mycket ovanligare.
Namnet hade en storhetsperiod på 1930- och 1940-talen men minskade under de efterföljande decennierna kraftigt i frekvens. På senare år har ytterst få flickor fått det som tilltalsnamn, men tack vare sin tidigare popularitet ligger namnet totalt sett ändå runt 50:e plats bland svenska kvinnonamn. 31 december 2005 fanns det totalt 43 754 personer i Sverige med förnamnet Siv/Siw/Sif varav 28 991  med det som tilltalsnamn. År 2003 fick 54 flickor något av namnen, varav 1 fick det som tilltalsnamn.
Kvinnliga teknologer av Uppsala kallas Civ.
Namnsdag i Sverige: 8 mars (internationella kvinnodagen), (1986–1992: 6 september). I den finlandssvenska namnsdagslängden har Sivnamnsdag 24 november sedan starten 1929, då en egen namnsdagskalender togs i bruk för finlandssvenskar.

## Personer med namnet Siv/Siw/Sif
- Siv Andersson (född 1959), molekylärbiolog
- Siv Arb (1931–2015), författare och översättare
- Siw Carlsson (född 1949), revyartist och skådespelare
- Siv Cedering (1939–2007), författare och översättare
- Siv Cotton, dokusåpadeltagare i Svenska Hollywoodfruar
- Siv Dahlgren (1925–2014), friidrottare
- Siv Engström-Svenson (född 1929), konstnär
- Siv Ericks (1918–2005), revyartist och skådespelare
- Siw Erixon (född 1957), skådespelare
- Siv Fahlgren (född 1949), genusvetare
- Siv Gustafsson (född 1943), nationalekonom
- Siv Holgersson (1928–2018), friidrottare
- Siv Holma (1952–2016), riksdagsledamot
- Siv Holme (1912–2001), konstnär
- Siv Jensen (född 1969), norsk partiledare och finansminister
- Siw Karlén (född 1929), musiker
- Siv Larsson (1928–2012), skådespelare och sångare i duon Siv och Maj
- Siv Larsson (född 1939), friidrottare
- Siw Malmkvist (född 1936), revyartist, schlagersångare och skådespelare
- Siv Norre (1922–2017), inredningsarkitekt
- Siw Persson (född 1942), politiker
- Siv Pettersson (1955–1975), sångare och låtskrivare
- Sif Ruud (1916–2011), skådespelare och teaterpedagog
- Sif Sterner (1926–2017), skådespelare
- Siv Storå (född 1934), finländsk bibliotekarie och litteraturforskare
- Siv Strömquist (född 1942), språkvetare
- Siv Thorsell (1937–2016), feminist och debattboksförfattare
- Siv Thulin (1922–1966), skådespelare
- Siv Tornegård (född 1960), friidrottare
- Siv Wennberg (född 1944), opera- och hovsångare
- Siv Widerberg (1931–2020), barn- och ungdomsförfattare
- Siv Åberg (född 1942), fotomodell, Fröken Sverige och skådespelare
- Siv Öst (1935–1976), sångare
- Siw Öst (1941–1992), sångare i gruppen Family Four
- Siv-Britt Allvar (1949–2010), konstnär
- Siv-Inger Svensson (född 1953), schlagersångare

## Fiktiva personer med namnet Siv, Siw, Sif
- Siv & Viv, komediserie för barn som sändes på TV4
- Veterinärpraktikant Siv i filmen Det kom en gäst, spelades av Anita Björk (1947)
- Siv Blom i norska filmen Brudebuketten, spelades av Randi Kolstad (1953)
- Siv Esruth i filmen Jag – en kvinna, spelades av Essy Persson (1965)
- Siv Gustavsson i filmen En vandring i solen, spelades av Sif Ruud (1978) som för denna roll vann Guldbaggen vid Guldbaggegalan 1979
- Siv Jons i TV-serien Snoken, spelades av Cecilia Walton (1993, 1995 och 1997)
- Siv Jonsson i filmen 100 dragspel och en flicka, spelades av Ingrid Backlin (1946)
- Siv Larssons dagbok, jazzlåt med svensk text skriven av Tage Danielsson och insjungen av Monica Zetterlund 1964 [3]
- Sif Olsson, Loffes fru i TV-serien Någonstans i Sverige, spelades av Monica Zetterlund (1973–1974)
- Doktor Kotte slår till eller Siv Olson, revymusikal 1959–1960, skriven av Hans Alfredson och Tage Danielsson
- Siv Sluggstedt i filmen Fly mej en greve, spelades av Siv Ericks (1959)
- Professor Siv Styregaard i julkalendern Jakten på tidskristallen, spelades av Eva Rydberg (2017)
- Siv Svensson i TV-serien Rederiet, spelades av Kim Anderzon (1994–1996 och 2002)
- Civ och Civerth – benämningar på kvinnlig respektive manlig teknolog som förekommer på Uppsala universitet